# Franz Kolbe
Franz Kolbe (16. února 1682, Praha – 19. dubna 1727, Plaňany) byl český katolický teolog, člen jezuitského řádu, doktor teologie a profesor Karlo-Ferdinandovy univerzity.

## Život
Narodil se v Praze, do řádu vstoupil roku 1698, kněžské svěcení přijal roku 1707. Zastával učitelské úřady v Jičíně, Praze, Olomouci a Vratislavi. Podle F. M. Pelcla byl svými spolubratry pokládán za nejučenějšího a nejsvatějšího muže v celé řádové provincii. Vedle scholastické teologie se věnoval hebraistice a liturgii východních církví. Na pražské univerzitě působil v letech 1710–11 a 1724–1727.
Zanechal po sobě rozsáhlé literární dílo, jeho nejvýznamnější prací je dvousvazková (in folio) Universa theologia speculativa publicis praelectionibus... tradita, vydaná posmrtně v Praze roku 1740. Jde o úplné zpracování scholastické teologické látky, jež se ve sporných otázkách přidržuje molinismu, respektive kongruismu. První svazek obsahuje vlastní teologii (de Deo uno), trinitologii a antropologii, druhý christologii a sakramentologii. Jde o jedno z posledních úplných zpracování scholastické teologie na našem území (vedle Kherbaumova třídílného Compendium theologiae scholasticae z let 1739–1744). Pozdější práce jsou již ovlivněny osvícenstvím.

## Z díla
- Quaestiones theologico-rituales de ceremoniis orthodoxae ecclesiae (1721)
- Theses theologicae de admirabili incarnationis mysterio (1722)
- Universa theologia speculativa (1740)